# تامر حسين (لاعب تايكوندو)
تامر عبد المنعم حسين هو لاعب تايكوندو مصري، ولد في 22 نوفمبر 1974 في القاهرة في مصر.

## وصلات خارجية
- تامر عبد المنعم حسين على موقع TaekwondoData.com (الإنجليزية)
- تامر عبد المنعم حسين على موقع أوليمبيديا (الإنجليزية)